# Трагедия «Счастливого дракона»
«Счастливый дракон № 5» (в прокате СССР — «Трагедия «Счастливого дракона»; яп. 第五福竜丸: дайго фукурю-мару; англ. Lucky Dragon No. 5) — японский чёрно-белый фильм-драма, поставленный режиссёром Канэто Синдо в 1959 году. Фильм посвящён судьбе команды рыболовной шхуны «Счастливый дракон № 5», ставшей жертвой радиоактивных осадков, выпавших после взрыва  водородной бомбы на Бикини.

## Сюжет
История, рассказанная в фильме — реальные события марта 1954 года. Небольшое рыболовное судно «Фукурю-Мару» (в переводе с японского —  «Счастливый Дракон № 5») вышло из порта Яидзу (префектура Сидзуока) в Тихий океан. Рыбаки отправились на вылов тунца, единственного их средства существования. В то время, как судно приблизилось к атоллу Бикини, штурман увидел вспышку. Весь экипаж (23 человека) выбегает на палубу, чтобы посмотреть на необычное явление. Наконец, они понимают, что были свидетелями ядерного взрыва (если точнее, то было испытание водородной бомбы), но не спешат избавиться от улова. Спустя некоторое время на борт корабля начинает падать серый пепел, а через три дня кожа рыбаков чернеет. К тому времени судно возвращается в порт. Рыбаки разгружают рыбу, которая затем транспортируется и реализуется.
За пришедшими с путины рыбаками с тревогой наблюдают их близкие и горожане. Их симптомы всё более ухудшаются, а привезённая ими рыба вызывает панику. Наконец, рыбаки обращаются за помощью к участковому врачу. а затем едут в Токио на обследование. Оказывается, у всех у них обнаружена лучевая болезнь и высокий уровень радиоактивности. Приехали специалисты из США, но они всеми силами пытаются скрыть произошедшее и погасить разрастающийся скандал.
Спустя полгода умер радист Айкити Кубояма, который считается первой жертвой водородной бомбы.

## В ролях
- Дзюкити Уно — Кубояма
- Нобуко Отова — жена Кубоямы
- Ёсио Инаба — Тамио Мисима
- Ясуси Нагата — начальник здравоохранения префектуры
- Ясуси Хара — доктор Минами
- Эйтаро Одзава — губернатор
- Масао Симидзу — доктор
- Корэя Сэнда — доктор Киносита
- Масао Мисима — доктор Киёкава
- Тайдзи Тонояма — заместитель мэра
- Син Морикава — отец Киё Ясиро

Первую половину картины, документальную по своему характеру, режиссёр Канэто Синдо (сценарий написан им совместно с Ясутаро Яги) решает успешно, но вторая часть, в которой показаны смерть и похороны радиста Кубояма (актёр Дзюкити Уно), вызывает сожаление тривиальностью своей постановки. Тем не менее страстность Канэто Синдо, который был поглощён проблемой запрещения ядерного оружия со времени работы над фильмом «Дети Хиросимы», вновь привлекла внимание общественности к этой насущной задаче.

## Премьеры
- — национальная премьера фильма в Японии состоялась 18 февраля 1959 года[2].
- — фильм демонстрировался в советском кинопрокате с июня 1962 года[комм. 1][3].

## Награды и номинации
Кинопремия «Майнити» (1960)
- Премия за лучший саундтрек — Хикару Хаяси

Премия журнала «Кинэма Дзюмпо» (1960)
- Номинация на премию за лучший фильм 1959 года, однако по результатам голосования занял лишь 8 место.

## Комментарии
1. ↑  Р/у Госкино СССР № 1195/61 (до 1 октября 1966 года) — опубликовано: «Аннотированный каталог фильмов действующего фонда: Художественные фильмы», М.: «Искусство»-1963, С. 338.